# Marcel Cerdan

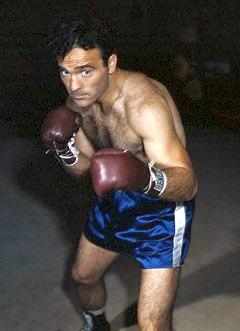
Marcel Cerdan

Marcel Cerdan (Sidi-bel-Abbès, 22 juli 1916 - São Miguel, 28 oktober 1949) bijgenaamd "le bombardier Marocain" was een Frans bokser, wereldkampioen middengewicht. Van 123 gevechten won hij er 119, waarvan 61 met knock-out en verloor hij er 4.

## Jeugd
Marcel Cerdan was geboren in Algerije. Zijn ouders waren pied-noir. In 1922 verhuisde het gezin naar Casablanca in Marokko. Op acht jaar begon hij te boksen. Op 18 jaar vocht hij te Meknes zijn eerste wedstrijd als beroepsbokser. Marcel Cerdan diende in het vreemdelingenlegioen met stamnummer 60.140 – 1948. Hij speelde voetbal bij de selectie van de marine. Op 27 januari 1943 trouwde hij met Marinette Lopez. Hij had drie zonen: Marcel Cerdan Jr (4 december 1943), René (1 april 1945) en Paul (1 oktober 1949).
Hij trok naar Parijs en werd er vijfmaal kampioen van Frankrijk op 21 februari, 5 juni en 24 november 1938, 22 juni 1941 en 25 mei 1946. Hij werd Europees kampioen op 3 juni 1939, 30 september 1942, 2 februari 1947 en 10 juli 1948. Op 21 september 1948 werd hij wereldkampioen door Tony Zale te verslaan door beslissing van de scheidrechter in de twaalfde ronde.
Rond die tijd werd hij de minnaar van de zangeres Édith Piaf.
Op 16 juni 1949 versloeg Jake LaMotta hem te Detroit. Cerdan had in de eerste ronde zijn linkerschouder ontwricht, maar staakte het gevecht pas bij het begin van de tiende ronde.
Een revanche was gepland op 2 december 1949 in Madison Square Garden te New York. Op 27 oktober 1949 ging Cerdan aan boord van een Lockheed Constellation om van Parijs naar New York te vliegen. Het vliegtuig stortte in de nacht van 27 op 28 neer op de Pico de Vara, een berg op het eiland São Miguel van de Azoren. Alle 48 inzittenden kwamen om bij deze vliegtuigramp.
Marcel Cerdan werd gecremeerd en zijn as bijgezet in Marokko. In 1995 werd de as verplaatst naar de begraafplaats van Perpignan.